# معصوم‌آباد (اردبیل)
معصوم‌آباد روستایی است که در استان اردبیل، شهرستان اردبیل، بخش مرکزی، دهستان غربی قرار دارد.

## جمعیّت
بر اساس سرشماری سال ۱۳۸۵ جمعیّت این روستا ۶۱۷ نفر با ۱۲۵ خانوار بوده‌است.